# شهرستان وایتساید (ایلینوی)
شهرستان وایتساید (به انگلیسی: Whiteside County) یک شهرستان‌ در ایالات متحده آمریکا است که در ایلینوی واقع شده‌است. شهرستان وایتساید ۱٬۸۰۵٫۲۳ کیلومتر مربع مساحت دارد.